# Oberndorf (Röhrnbach)
Das Kirchdorf Oberndorf ist ein Gemeindeteil des Marktes Röhrnbach im Landkreis Freyung-Grafenau. Die gleichnamige Gemeinde kam im Zuge der Gebietsreform in Bayern am 1. April 1971 zum Teil zu Röhrnbach. Das andere Gebiet kam zu Kumreut.
In Oberndorf lebten im Jahr 2008 ungefähr 350 Menschen. Die Einwohnerzahl hat sich seit 1994 durch eine Neubausiedlung nahezu verdoppelt. 

## Geografie
Oberndorf liegt im südlichen Bayerischen Wald auf einer Höhe von 470 bis 550 m ü. NHN. Oberndorf liegt auf einem kleinen Hügel etwa 50 bis 100 Meter über der einen Kilometer südlich gelegenen Hauptgemeinde Röhrnbach. Höchste Erhebung ist der Berg Berghaisl (580 m ü. NHN), über den eine Straße ins benachbarte Kumreut führt. Auf dieser Erhebung findet alljährlich am 26. Dezember die überregional bekannte "Bergweihnacht" statt.
In direkter Nähe verläuft die B 12, die ins 26 Kilometer entfernte Passau und ins 10 Kilometer entfernte Freyung führt. Oberndorf grenzt an die Gemarkungen der Orte Kumreut, Praßreut, Nebling, Unterstrahbergmühle und Röhrnbach.

## Geschichte
Oberndorf war Teil des Hochstifts Passau. Der Ort wurde 1803 mit dem größten Teil des Passauer Gebietes zugunsten des Kurfürstentums Salzburg von Ferdinand III. von Toskana säkularisiert und fiel 1805 an Bayern. Mit der Bildung der Gemeinden im Jahre 1818 auf Grund des zweiten bayerischen Gemeindeedikts vom 17. Mai 1818 wurde die Gemeinde Oberndorf gebildet. Große Teile der ehemals selbständigen Gemeinden Wilhelmsreut und Oberndorf wurden am 1. April 1971 nach Röhrnbach eingegliedert.